# The Englishman and the Girl

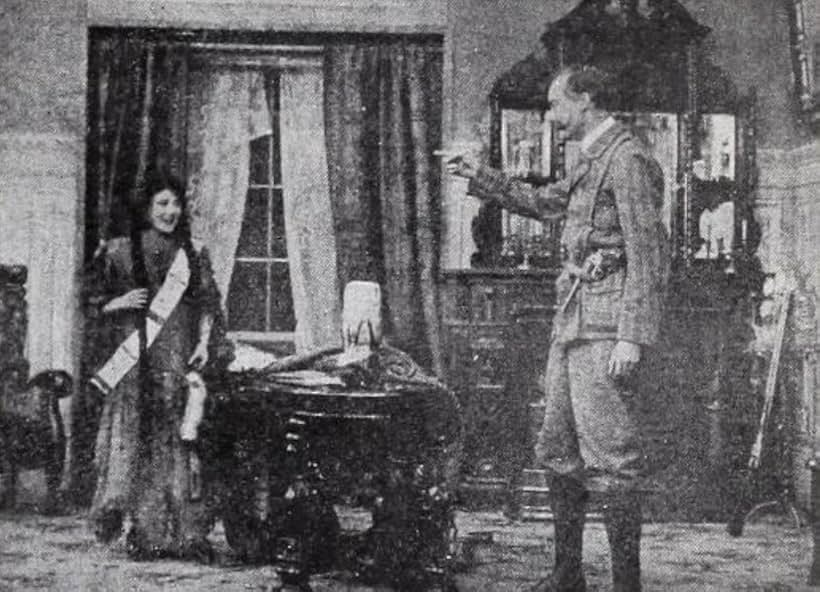
Mary Pickford en un fotograma de la pel·lícula

The Englishman and the Girl és una pel·lícula muda de la Biograph dirigida per D. W. Griffith i interpretada per Mary Pickford entre d'altres. Es va estrenar el 17 de febrer del 1910. Es considera una pel·lícula perduda.

## Argument
Al poble de Cedarville hi ha una companyia amateur que està assajant a casa dels Thayer l'obra de Pocahontas. Dorothy Thayer rep una carta en la qual s'anuncia l'arribada d'un anglès, Arthur Wilbeforce, que està imbuït amb la idea que pot trobar indis salvatges a qualsevol punt del país. El grup té una idea de gastar una broma al visitant. El grup es disfressa d'indis i quan aquest arriba el capturen. Aleshores arriba Dorothy per rescatar-lo i els actors deixen les armes i el deslliguen. En aquell moment l'anglès agafa una destral i una pistola i comença a perseguir els suposats indis. Aquests s'amaguen a la botiga del poble. Arthur hi entra i destrossa la botiga i tot el que hi ha als prestatges. Després es dirigeix a casa dels Thayer on es troba Dorothy que l'observa admirada i en aquell moment s'adona que ha estat una broma.

## Repartiment
- Charles Craig (Albert Wilberforce)
- Mary Pickford (Dorothy)
- George Nichols (Mr. Thayer)
- Kate Bruce (Mrs. Thayer)
- Francis J. Grandon (a la botiga/actor)
- Mack Sennett (a la botiga/actor)
- Linda Arvidson (actriu)
- Dell Henderson (actor)
- Gladys (la nena)
- Ruth Hart (un amic)
- Anthony O'Sullivan (a la botiga/actor)
- Dorothy West (una amiga/actriu)
- W. Chrystie Miller (actor)
- Gertrude Robinson (actriu)
- Thomas H. Ince
- Florence Barker